# Jubileuszowy Zlot Stulecia Harcerstwa „Kraków 2011”

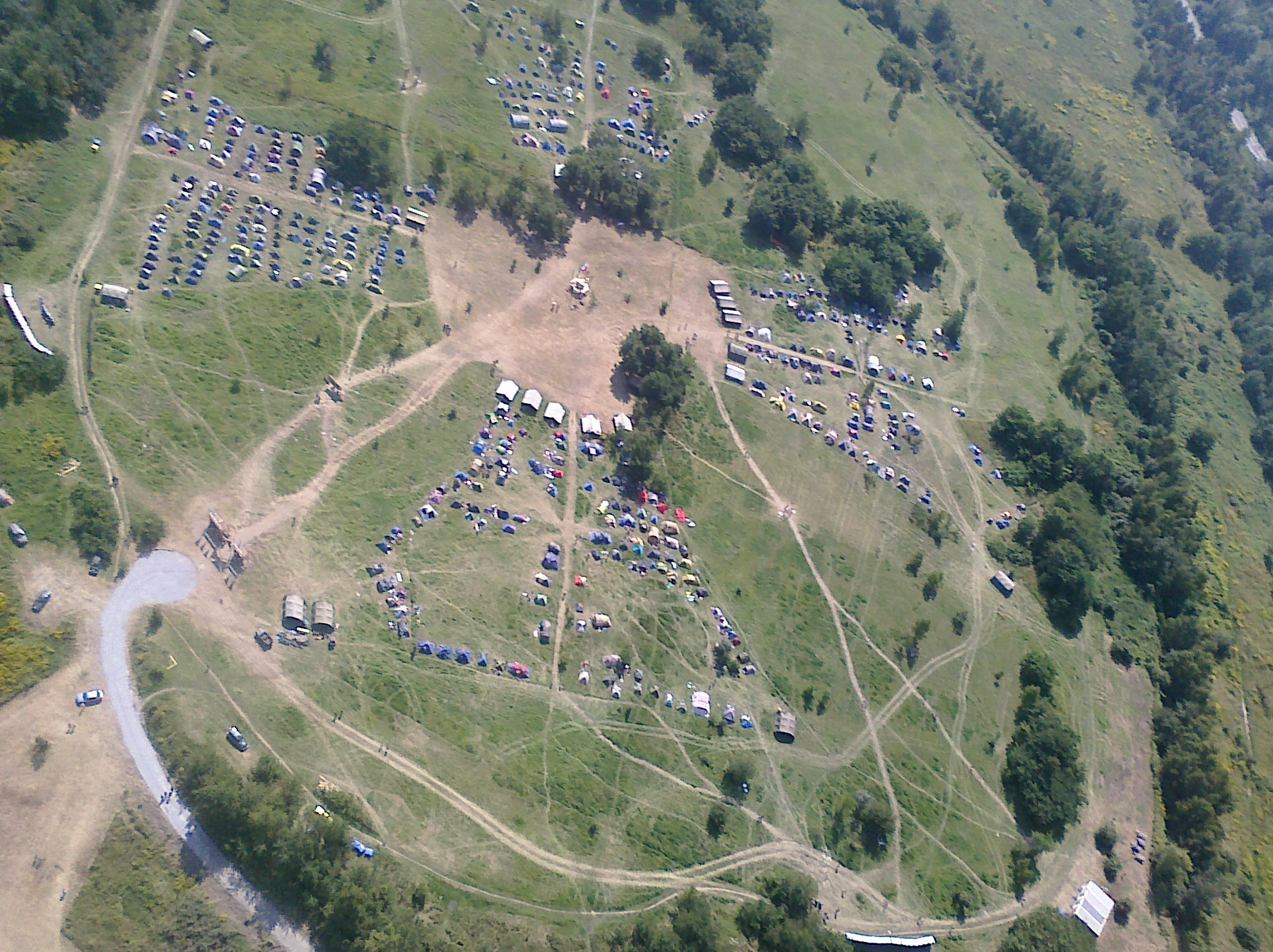
Widok zlotu z lotu ptaka, 28 sierpnia 2011

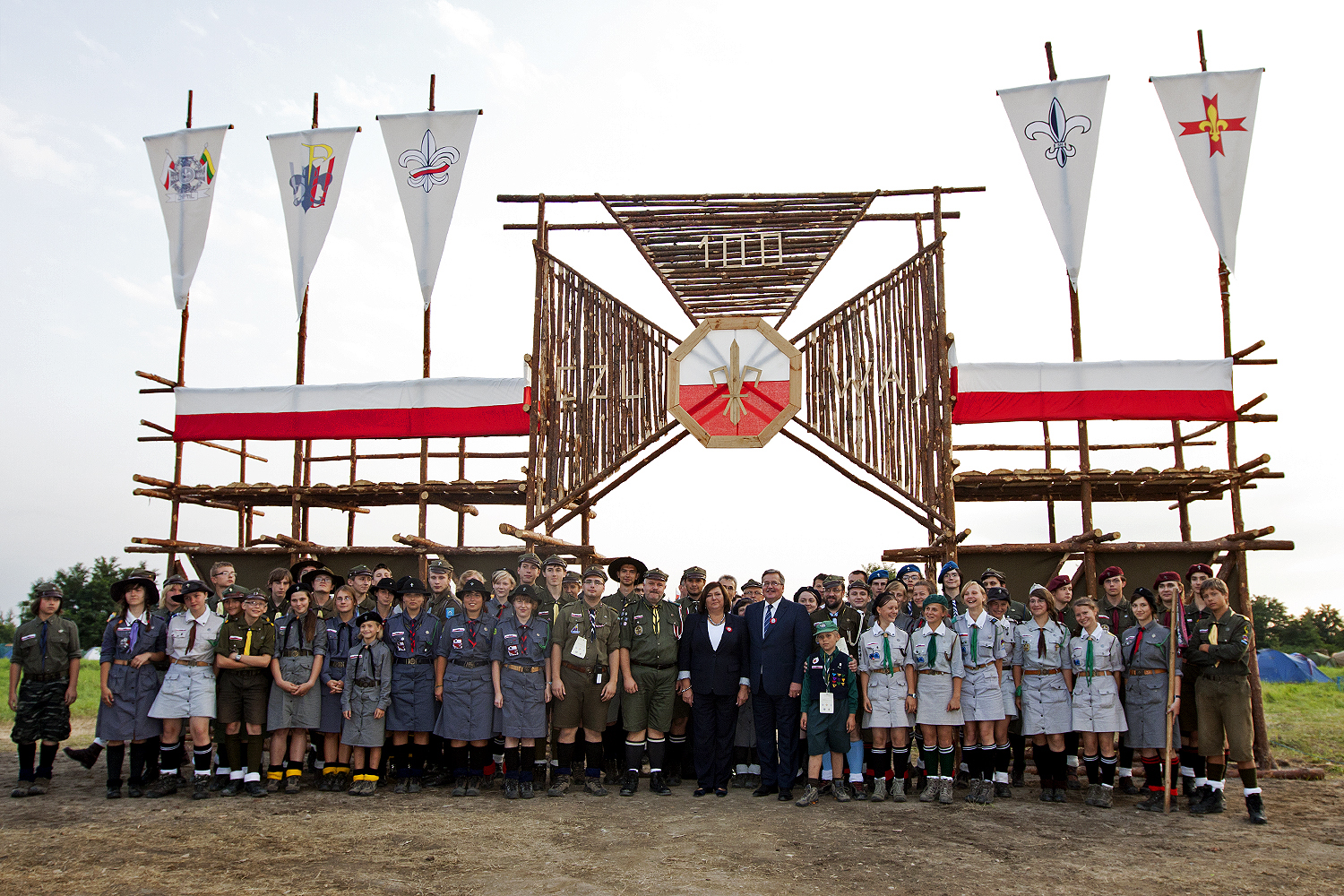
Prezydent RP Bronisław Komorowski z żoną przed główną bramą Zlotu

Jubileuszowy Zlot Stulecia Harcerstwa „Kraków 2011” – zlot harcerski, zorganizowany przez Związek Harcerstwa Rzeczypospolitej, Stowarzyszenie Harcerskie, Stowarzyszenie Harcerstwa Katolickiego Zawisza, Związek Harcerstwa Polskiego na Litwie i Harcerstwo Polskie na Ukrainie w dniach 25–28 sierpnia 2011 w Krakowie na Białych Morzach, dla uczczenia 100. rocznicy powstania harcerstwa.
Hasło zlotu: „Całym Życiem – Przygoda XXI” nawiązywało do trzech tematów wokół których realizowano program. Przywiązania do idei harcerskiej, możliwości przeżycia niezapomnianej przygody i próby przedstawienia wyzwań programowych dla harcerstwa w nowym stuleciu.
Miasteczko zlotowe zlokalizowano na zrekultywowanym terenie po dawnych zakładach Solvay, gdzie obozowisko ustawiono w kształcie krzyża harcerskiego. W zlocie wzięło udział ok. 2000 uczestników z Polski, Białorusi, Belgii, Holandii, Litwy, Ukrainy.
Zlot rozpoczęła msza odprawiona przez Stanisława Dziwisza w Sanktuarium Bożego Miłosierdzia. 28 sierpnia 2011 Zlot odwiedził Prezydent RP Bronisław Komorowski, który wcześniej odebrał defiladę uczestników zlotu w centrum Starego Miasta.

## Komenda zlotu
- Komendant Zlotu hm. Krzysztof Piaseczny
- Komendantka Zlotu Harcerek hm. Ewa Ciosek
- Komendant Zlotu Harcerzy pwd. Jarosław Kowalski